# 經濟調度
經濟調度（英語：Economic Dispatch）指的是，整體電力在供應、需求、售賣和購買的影響下，每一發電機組應輸出若干有效功率，方可滿足負載所需，並使運轉成本降至最低。 
從電力市場的角度來看，首先僅考慮各區之火力機組，並忽略發電機之最大與最小輸出功率限制及傳輸線損失下，求解經濟調度問題。 接著再考慮發電機輸出之有效功率限制不等式，並進而將傳輸線損失下之經濟調度納入考慮。
其他類型機組諸如核能、抽蓄水力或水力發電機組等也會被電力公司或電力系統運行者納入考慮範圍之內。